# Tuija Harvio
Tuija Helena Harvio (Lappeenranta, 21 agosto 1965) è un'ex cestista finlandese.

## Carriera
Con la Finlandia ha disputato i Campionati europei del 1987.